# Colletotrichum lindemuthianum
Espèce
Colletotrichum lindemuthianum est une espèce de champignons pathogènes des plantes qui provoque l'anthracnose du haricot (Phaseolus vulgaris).

## Synonymes
- Gloeosporium lindemuthianum Sacc. & Magnus, (1878)
- Glomerella cingulata f.sp. phaseoli
- Glomerella lindemuthiana Shear [as 'lindemuthianum'], (1913)

## Symptômes
Il provoque des taches noires sur les tiges, les feuilles ou les gousses.
(voir anthracnose du haricot).